# Zygmunt Ambros
Zygmunt Ambros (ur. 22 grudnia 1907 w Zabłatowcach koło Żydaczowa, zm. 12 marca 1963 w Warszawie) – polski lekarz, twórca gdańskiej ortopedii po II wojnie światowej.

## Życiorys
W 1933 ukończył studia na Wydziale Lekarskim Uniwersytetu Jana Kazimierza we Lwowie. W latach 1934–1937 pracował we Lwowie, pod kierunkiem profesora Adama Grucy zatrudniony w lwowskim Szpitalu Ubezpieczalni Społecznej na Oddziale Chirurgiczno-Ortopedycznym. 30 czerwca 1937 roku uzyskał stopień doktora medycyny na podstawie pracy pt. Regeneracja tkanki kostnej. Od roku 1938 starszy asystent Instytutu Chirurgii Urazowej w Warszawie. Podczas II wojny światowej był starszym asystentem Oddziału Chirurgicznego warszawskiego Szpitala św. Ducha.
Po zakończeniu działań wojennych został ordynatorem Oddziału Chirurgiczno-Urazowego w Miejskim Szpitalu dla Dzieci w Warszawie, równocześnie pełnił funkcję ordynatora w Lecznicy Ministerstwa Zdrowia. W 1949 uzyskał habilitację się na Wydziale Lekarskim Uniwersytetu Warszawskiego na podstawie pracy Anatomiczna i czynnościowa naprawa ścięgien ręki. W 1954  objął stanowisko kierownika, w nowo kreowanej przez Niego, Klinice Ortopedycznej Akademii Medycznej w Gdańsku, a w 1955  otrzymał nominację na profesora nadzwyczajnego. Jego zespół opracował pierwszy po wojnie podręcznik Zarys ortopedii ogólnej (Warszawa 1959).
Od 1957 roku ordynator Oddziału Ortopedyczno-Urazowego w Szpitalu nr 8 w Warszawie, w którym pracował do końca życia.
Prezes Głównego Zarządu Polskiego Towarzystwa Ortopedycznego i Traumatologicznego. Członek Międzynarodowego Towarzystwa Ortopedycznego (1957–1963) oraz Francuskiego Towarzystwa Ortopedycznego (1958–1963).
Zmarł po kilkumiesięcznej, ciężkiej chorobie nowotworowej. Pochowany został na Starych Powązkach w Warszawie